# The Danger Line (film 1914)
The Danger Line è un cortometraggio muto del 1914 sceneggiato e diretto da Henry MacRae.

## Produzione
Il film fu prodotto dalla Nestor Film Company.

## Distribuzione
Il cortometraggio uscì nelle sale cinematografiche USA il 16 settembre 1914.